# Rin (danza)
El rin es un género musical tradicional originario de Chiloé, en Chile.

## Antecedentes
El rin es una danza que llegó en el siglo XIX a Chiloé, probablemente directamente de Europa, esto por la similitud que tiene con la danza francesa bourré parisina.

## Baile
El baile consiste en dos parejas , suelta y tomada , sin utilizar pañuelo. El hombre asume el rol de bastonero o pericón, personaje que anuncia el baile y sus figuras; para ello utilizaba un bastón, el cual golpeaba contra el suelo. Posteriormente esa figura desapareció y un músico o bailarín comenzaron a reemplazarlo.
Su función era recreativa, ya que se bailaba comunitaria y/o familiarmente. Suele acompañarse con guitarra, violín (posteriormente se fue reemplazando por el acordeón) y bombo.

## Vigencia
Aunque ya no se baila de forma cotidiana, ha sido la base de obras emblemáticas de la música chilena como "El rin del angelito", "El albertío" o "Run run se fue pa'l norte", todas de Violeta Parra y la canción de Nano Acevedo “El rin del amor”, interpretada por el grupo Chamal. También el músico y compositor Luis Advis, lo utilizó en su obra "Rin" (1980), además de agregarlo como parte de su música en la obra Canto para una semilla.

## Videos
- Chiloé Rumahue en Conguillio IX Región Febrero de 2010 danza El Rin

- Datos: Q6108923